# Ozery
Huyện Ozery (tiếng Nga: ? райо́н) là một huyện hành chính tự quản (raion), của Tỉnh Moskva, Nga. Huyện có diện tích 11 kilômét vuông, dân số thời điểm ngày 1 tháng 1 năm 2000 là 28000 người. Trung tâm của huyện đóng ở Ozery.